# Phyllostegia
Phyllostegia  é um gênero botânico da família Lamiaceae.

## Espécies
Composto por 135 espécies:
Phyllostegia adenophora Phyllostegia alba Phyllostegia ambigua
Phyllostegia arenicola Phyllostegia atomifera Phyllostegia axillaris
Phyllostegia bracteata Phyllostegia brevicalycis Phyllostegia brevidens
Phyllostegia brevilobata Phyllostegia brevis Phyllostegia brighamii
Phyllostegia bryanii Phyllostegia capitata Phyllostegia catenulata
Phyllostegia cernua Phyllostegia chamissonis Phyllostegia chartacea
Phyllostegia clavata Phyllostegia cordata Phyllostegia cowanii
Phyllostegia curta Phyllostegia decemiflorifer Phyllostegia decumbens
Phyllostegia degeneri Phyllostegia deltoidea Phyllostegia dentata
Phyllostegia electra Phyllostegia elliptica Phyllostegia fagerlindii
Phyllostegia fayi Phyllostegia floribunda Phyllostegia foliosa
Phyllostegia forbesii Phyllostegia glabra Phyllostegia glabriuscula
Phyllostegia glandulosa Phyllostegia grandiflora Phyllostegia haliakalae
Phyllostegia haplostachya Phyllostegia helleri Phyllostegia heterodoxa
Phyllostegia hiati Phyllostegia hillebrandi Phyllostegia hirsuta
Phyllostegia hispida Phyllostegia hitchcockii Phyllostegia hobdyi
Phyllostegia honolulensis Phyllostegia hualalaiensis Phyllostegia imminuta
Phyllostegia insignis Phyllostegia interrupta Phyllostegia kahiliensis
Phyllostegia kaalaensis Phyllostegia kamokuensis Phyllostegia kauaiensis
Phyllostegia kauensis Phyllostegia kilaueaensis Phyllostegia knudsenii
Phyllostegia kohalaensis Phyllostegia konaensis Phyllostegia lanaiensis
Phyllostegia lantanoides Phyllostegia laxior Phyllostegia lebishopii
Phyllostegia ledyardii Phyllostegia lehuaensis Phyllostegia leptostachys
Phyllostegia leukantha Phyllostegia linearifolia Phyllostegia longiflora
Phyllostegia longimontis Phyllostegia longitubata Phyllostegia lydgatei
Phyllostegia macraei Phyllostegia macrophylla Phyllostegia makawaoensis
Phyllostegia mannii Phyllostegia manoana Phyllostegia micrantha
Phyllostegia microphylla Phyllostegia mollis Phyllostegia molokaiensis
Phyllostegia moniliformis Phyllostegia montana Phyllostegia multiflora
Phyllostegia oahuensis Phyllostegia obatae Phyllostegia occidentalis
Phyllostegia odorata Phyllostegia olokeleensis Phyllostegia olokuiensis
Phyllostegia orientalis Phyllostegia ovata Phyllostegia parviflora
Phyllostegia phytolaccoides Phyllostegia pilosa Phyllostegia pilosicincta
Phyllostegia pilosula Phyllostegia pluriflora Phyllostegia plurinodosa
Phyllostegia polyantha Phyllostegia pubens Phyllostegia racemosa
Phyllostegia reflexa Phyllostegia remyi Phyllostegia renovans
Phyllostegia repanda Phyllostegia retrorsa Phyllostegia rhuakos
Phyllostegia rockii Phyllostegia rubescens Phyllostegia rubritincta
Phyllostegia secunda Phyllostegia serrata Phyllostegia sexiflora
Phyllostegia stachyoides Phyllostegia suaveolens Phyllostegia swezeyi
Phyllostegia swezeyi Phyllostegia tahitensis Phyllostegia ternaria
Phyllostegia tongaensis Phyllostegia triangularis Phyllostegia triquetra
Phyllostegia truncata Phyllostegia variabilis Phyllostegia velutina
Phyllostegia vestita Phyllostegia villosa Phyllostegia waianaeensis
Phyllostegia waimeae Phyllostegia warshaueri Phyllostegia wawrana
Phyllostegia yamaguchii

## Nome e referências
Phyllostegia Bentham, 1830